# Варвари
Варварин је човек за кога се сматра да је нецивилизован или примитиван. То именовање се обично примењује као генерализација која је заснована на популарном стереотипу.
Варвари могу бити припадници било које нације за коју неки сматрају да је мање цивилизована или мање уређена (као што је племенско друштво), али могу бити и део одређене „примитивне“ културне групе (номади) или друштвене класе (бандити) унутар и изван сопствене нације. Алтернативно, они уместо тога могу бити предмет дивљења и могу се сматрати племенитим дивљацима. У идиоматској или фигуративној употреби, "варварин" такође може бити референца yа бруталну, окрутну, ратоборну и безосећајну особу.
Израз потиче од грчког βαρβαρος (барбарос). У старој Грчкој, Грци су користили овај израз за оне који нису говорили грчки и који су следили класичне грчке обичаје. У старом Риму, Римљани су тај израз прилагодили и употребљавали према племенима не Римљанима, као попут Амазига, Германа, Келта, Ибера, Трачана, Илира и Сармата. У раном модерном периоду, а и касније, византијски Грци су га користили за Турке на погрдан начин. У древној Кини, помињање варвара сеже све до династије Шанг и пролећних и јесењих летописа. Културе "Спољашње земље" или подручја изван домета цара биле су генерално означене као варварске.
Већ су аријевски Индијци користили ријеч из санскрита barbarāh (множина) тј. они који муцају за опис народа који није припадао њиховим. У грчком језику се први пут појављује као израз „они који причају варварски (barbarophonoi)“ у Хомеровој „Илијади“.

## Етимологија
Старогрчки назив барбарос, „варварин“, био је супротна реч за πολιτης (политес), „грађанин“ (од πολις-полис, „град-држава“). Најранији потврђени облик речи је микенски грчки 𐀞𐀞𐀫, па-па-ро, написан силабинским писмом - линеарно Б. Грци су користили израз "варвар" за све народе који нису говорили грчки, укључујући Египћане, Персијанце, Медијце и Феничане, и тиме истицали њихову различитост. Према грчким писцима, то је било зато што је језик којим су говорили Грцима звучао као бесмислица која се састоји од звукова "бар..бар ..". Као пример се наводи корен речи βαρβαρος, која је ехомиметичка или ономатопејска реч. У разним приликама, Грци су користили овај израз, посебно Атињани, да исмевају друга грчка племена и државе (попут Епирота, Елејанаца, Македонаца, Беотиђана и говорника Еола), а такође и суграђане на погрдан и политички мотивисан начин. Појам је такође поседовао културолошку димензију у свом значењу. Глагол βαρβαρίζω (barbarízō) на старогрчком значио је понашати се или причати као варварин или да има држање варварина.
Платон је одбацио грчко-варварску поделу као логички апсурд управо на таквим основама: подела света на Грке и не-Грке није говорила ништа о другој групи, али је Платон често користио израз варвар у свом седмом писму.  
У Хомеровим делима, појам се појавио само једном (Илијада 2.867), у облику βαρβαροφωνος (барбаропхонос, „неразумљивог говора“), коришћен у Тројанском рату од стане Каријца који су се борили за Троју. Генерално, концепт варварина се није појавио у великој мери у литератури пре 5. века пре нове ере. Предложено је да "барбаропхонои" у Илијади не означавају оне који говоре не-грчки језик, већ једноставно оне који лоше говоре грчки.
До промена у конотацијама ове речи је дошло после грчко-персијских ратова у првој половини 5. века пре нове ере. Овде је ужурбана коалиција Грка победила огромно персијско царство. И заиста, на грчком, у том периоду, назив „варвари“ се често и јасно користи за  Персијанце, који су били непријатељи Грка у овом рату.
Римљани су користили овај израз за нецивилизоване људе, супротне од Грка или Римљана, и постао је уобичајен израз који се односи на све странце међу Римљанима после Августовог доба (као што су, међу Грцима, после персијских ратова то били Персијанци), укључујући германске народе, Персијанце, Гале, Феничане и Картагињане.
Грчки израз барбарос био је етимолошки извор за многе речи које значе "варвар", укључујући и енглески "barbarian", који је први пут забележен у 16. веку.
Реч barbara- такође се налази у санскрту древне Индије, са примарним значењем „муцање“ која представља некога са непознатим језиком. Грчка реч барбарос повезана је са санскртским barbaras (муцање). Овај индоевропски корен се такође налази у латинском balbus за „муцање“ и чешки blblati „муцати“.
У арамејском, староперсијском и арапском контексту, корен се односи на „збуњено брбљање“. Појављује се као barbary или у старофранцуској barbarie, која потиче од арапског barbar, berber, што је древни арапски израз за становнике Северне Африке западно од Египта. Арапска реч можда на крају потиче од грчке речи барбариа.

### Значење
Речник даје пет дефиниција именице варвар, укључујући застарелу употребу:
- 1. Етимолошки - странац, чији се језик и обичаји разликују од говорникових.

- 2. Историјски:

а. Онај који није Грк. 
б. Онај који живи изван Римског царства и његове цивилизације, посебно се односио на северне народе који су их свргли. 
в. Онај који је изван хришћанске цивилизације. 
г. Са Италијанима у доба ренесансе; Један од народа ван Италије.
- 3. Груба, дивља и нецивилизована особа.

а. Понекад се разликује од дивљака 
- 4. Некултурна особа, или она која не воли књижевну културу.

- 5. Становник Барбарије. (Бебрерска обала)

## У класичном грчко-римском контексту
Грчки став према варварима развијао се паралелно са растом покретног ропства, посебно у Атини. Иако се поробљавање Грка, због неплаћених  дугова, наставило у већини грчких држава, Атина је забранила поробљавање за време Солона, почетком 6. века пре нове ере. Под атинском демократијом, успостављеном 508. године пре нове ере, ропство је почело да се користи у размерама које до сада нису биле виђене међу Грцима. Огроман број робова радио је у веома бруталним условима у рудницима сребра у Лауреиону, у југоисточној Атики, након открића главне вене руде која носи сребро 483. године пре нове ере, док су робови мајстори производили индустријску робу у малим фабрикама.
Осим тога, власништво над робовима више није била привилегија богатих - сва осим најсиромашнијих атинских домаћинстава имали су робове како би допунили рад својих слободних чланова. Робови Атине који су имали варварско порекло долазили су нарочито из земаља око Црног мора, попут Тракије и Таурице (Крим), док су Лидијци, Фригијци и Каријани долазили из Мале Азије. Аристотел је варваре по природи окарактерисао као робове.
Од тог периода, речи попут barbarophonos, цитиране од Хомера, ушле су у употребу не само за звукове страног језика, већ и за странце који су неправилно говорили грчки. У грчком језику реч логос значила је појмове "језик" и "разум", тако да су грчки говорници поистовећивали примитиван говор са глупошћу.
Даље промене догодиле су се у конотацијама речи barbari/barbaroi у позној антици, када су бискупи и католици били именовани да . .
На крају, тај израз је пронашао скривено значење кроз народну етимологију Касиодора. Он је навео да је реч варварин "сачињена од барба (брада) и рус (равна земља); варвари нису живели у градовима, већ су своја места боравка правили на пољима слично дивљим животињама".

### Хеленски стереотипи
Од класичног порекла настао је хеленски стереотип о варварству: варвари су попут деце, неспособни да говоре или разумно размишљају, кукавички, феминизирани, окрутни, неспособни да контролишу своје апетите и жеље, политички неспособни да владају собом. Писци су са пуно оштрине изражавали ове стереотипе - Исократ је у 4. веку пре нове ере, позвао на освајачки рат против Персије као Панакеја за грчке проблеме.
Међутим, хеленски стереотип о варварима није у потпуности доминирао међу хеленским ставовима. На пример, Ксенофонт је написао Киропедију, похвални измишљени извештај о Кирју Великом, оснивачу Персијског царства, који је заправо био утопијски текст. У својој Анабази, Ксенофонтови извештаји о Персијанцима и другим не Грцима које је познавао или са којима се сусрео показују мало трагова о стереотипима.
У Платоновој "Протагори" Продик из Кеоса назива варварским еолско наречје којим је говорио Питак из Митилене. 
Аристотел је начинио разлику између Грка и варвара једном од главних тема своје књиге о политици, и с потврђивањем цитира Еурипида, „Сматра се да би Грци требало да владају варварима“. 
Чувени говорник Демостен је у својим говорима износио погрдне коментаре, користећи реч „варварин“.
У Новом Завету, свети Павле (из Тарса) користи реч варварин у њеном хеленском значењу за означавање не Грка, а користи је и за онога ко говори неким другим језиком.
Негде око стотину година након Павла, Лукијан - родом из Самосате, у бившем краљевству Комагена, које је Римско царство припојило  - употребио је израз "варварин" да би описао себе. Пошто је био сатиричар, то је могло указивати на иронију. То би такође могло указати на порекло од самосатског семитског становништва - које су касније хеленистички насељеници који говоре грчки назвали „варварима“ и можда су на крају и сами преузели овај назив.
Израз је задржао своју стандардну употребу у грчком језику током целог средњег века; Византијски Грци су га широко користили све до пада Источног римског царства (касније названог Византијско царство) у 15. веку (1453. са падом главног града Константинопоља).
Цицерон је описао планинско подрчје унутар Сардиније као „варварску земљу", са становницима такође познатим под изразито погрдним термином latrones mastrucati (лопови са грубом вуненом одећом). Oбласт, такође позната као Барбагиа(на сардинском Barbàgia или Barbàza) у свом имену чува ову стару варварску ознаку- али више свесно не задржава варварска удружења: становници ове области сами користе име природно и без утицаја.

## Рани модерни период
Италијани су често у Ренесанси називали варваром било кога ко је живео ван њихове државе. Као пример ту је последњи део „Принца" Николе Макијавелија, "Exhortatio ad Capesendam Italiam in Libertatemque a Barbaris Vinsicandam" или на енглеском „наговор да се Италија ослободи варвара" у ком апелује на Лоренца Медичија, војводу од Урбина да уједини Италију и заустави инвазије варвара вођене другим европским владаоцима, попут Чарлса VIII и Лука XII, обојица Француза и Фернандо II од Арагона.
Шпански капетан Франциско де Куељар, који је пловио шпанском Армадом 1588, користио је термин дивљак како би описао Ирце.

## Марксистичка употреба барбаризма
У њеној противратној брошури из 1916, „Криза немачке социјалне демократије", теоретичарка марксизма Роза Луксембург пише:
Буржоазија је на раскрсници, било преласка у социјализам или назадовања у варварство.
Луксембург је приписала то Фридриху Енгелсу, ипак- како је показано од стране Михаела Лобија - Енгелс није користио термин варварство, већ мање фреквентну формулацију: да цело модерно друштво не би пропало, револуција као начин стварања и ширења мора заузети место. Доказано је да се Луксембург сетила одломка из ерфуртског програма, који је 1892. написао Карл Каутски и погрешно га приписао Енгелсу:
Како данас стоје ствари капиталистичко друштво се не сме наставити; морамо или напредовати ка социјализму или пасти натраг у варварство.
Луксембург је објаснила шта је мислила под „повратком у варварство": „Осврт око нас у овом тренутку показује заправо шта назадовање буржоазије ка варварству значи. Овај светски рат је назадовање у варварство. Тријумф империјализма води ка уништавању цивилизације. У почетку, ово се спорадично догађа током модерног рата, али онда када почиње период бесконачних ратова, напредује ка својим неизбежним последицама.
Данас се суочавамо са избором равном оном који је Фридрих Енгелс предвидео генерацијама уназад: био тријумф Империјализма и пад свих цивилизација попут старог Рима, депопулација, пустошење, изрођеност- велико гробље. Или победа социјализма, што значи свесну активну борбу међународног пролетаријата против империјализма и њиховог начина ратовања".

## Савремена популарна култура
Савремена популарна култура убраја такве фантазијске варваре попут Конана варвара. У оваквој фантазији, негативне конотације које су традиционално приписане варвару су често изокренуте,,Феникс на мачу" (1932) прва „Конан" серија Роберта Е. Хауарда, смештена је убрзо након што је протагониста „Варварина" насилно узео краљевство Аквилонију од краља Нумедида, кога је задавио на свом престолу. Прича је јасно изврнута како би се имплицирало да је краљевству добро користила моћ која је прешла са декадентног и тиранског монарха наследника до снажног и енергичног варварског узурпатора.
У Црној Гори је постала позната по хулиганској групи "Варвари 1987",која навија за ФК Будућност из Подгорице.